# Hermann Buschmann (Gewerkschafter)
Hermann Buschmann (* 6. November 1886 in Styrum; † 7. Oktober 1979 in Sankt Augustin) war ein deutscher Bergmann und Gewerkschafter.
Er war von 1919 bis 1922 Mitglied des Gladbecker Stadtrates und von 1922 bis 1933 Vorsitzender des Deutschen Werkmeister-Verbandes (DWV).

## Ausbildung und Beruf
Geboren als Sohn des Bergmannes Heinrich Buschmann und dessen Ehefrau Gertraud, geborene Springmann, hatte Hermann Buschmann nach dem Abitur die Berechtigung zum einjährig-freiwilligen Dienst erworben, begann jedoch unmittelbar eine Ausbildung im Bergbau und besuchte die Bergbauschule in Bochum, eine der seinerzeit modernsten Bildungseinrichtung für technische Grubenbeamte. Er schloss die Ausbildung mit dem Zeugnis zur Beschäftigung als Betriebsführer ab, heiratete am 15. August 1912 in Bochum seine Verlobte Alma Dettring (1889–1978) und siedelte nach Gladbeck über. Dort war er seit Oktober 1912 auf den staatlichen Möllerschächten angestellt, wo er es bis zum Reviersteiger brachte.

## Politisches und gewerkschaftliches Engagement
Am 2. März 1919 wurde Hermann Buschmann als Kandidat der Deutschen Demokratischen Partei (DDP) in die Gladbecker Gemeindeverordnetenversammlung gewählt, die nach der Verleihung der Stadtrechte ein halbes Jahr später zur Stadtverordnetenversammlung wurde. Diesem Gremium gehörte er bis zum April 1922 an.
Schon früh hatte er sich zudem ehrenamtlich im Deutschen Werkmeister-Verband (DWV) engagiert und war in den Gesamtbetriebsrat der Staatszechen im Direktionsbezirk Recklinghausen gewählt worden. Der Abgeordnetentag des DWV im Frühjahr 1922 in Erfurt wählte ihn zusätzlich zu August Leonhardt zu einem der beiden Vorsitzenden, der Abgeordnetentag im Sommer 1924 in Würzburg schließlich zum alleinigen Vorsitzenden. Buschmann vertrat seinen Verband auch als Vorstandsmitglied im Allgemeinen freien Angestelltenbund (AfA) und darüber hinaus als Arbeitnehmervertreter im Vorläufigen Reichswirtschaftsrat. Noch 1922 hatte ihn zudem Reichsverkehrsminister Wilhelm Groener in den sehr einflussreichen Preußischen Landeseisenbahnrat berufen. Als Vorsitzender des Deutschen Werkmeister-Verbandes amtierte Buschmann zudem als Aufsichtsratsvorsitzender der Deutschen Werkmeister-Sparbank AG sowie der Berufskrankenkasse des DWV. Auch in der internationalen Angestelltenbewegung lässt sich sein Engagement nachweisen, denn als Vorsitzender der Fachgruppe „Werkmeister“ war er Vorstandsmitglied des Internationalen Bundes der Privatangestellten mit Sitz in Amsterdam.
Nach der Machtübernahme der Nationalsozialisten und der Zerschlagung der Gewerkschaften war Hermann Buschmann 1933 vorübergehend verhaftet worden und blieb anschließend sieben Jahre ohne Anstellung. Nach dem Zweiten Weltkrieg fand er eine Beschäftigung als Leiter des Ernährungs- und Wirtschaftsamtes der Stadt Königswinter und wurde erneut politisch aktiv. Am 20. April 1947 kandidierte er für die SPD bei der ersten Landtagswahl im neu gegründeten Bundesland Nordrhein-Westfalen, verpasste jedoch den Einzug ins Parlament.

## Veröffentlichungen (Auswahl)
- Der Werkmeister in der Wirtschaft und der modernen Gewerkschaftsbewegung. Vortrag des ehemaligen Vorsitzenden des Deutschen Werkmeister-Verbandes Hermann Buschmann im Gewerkschaftshaus Lübeck am 27. August 1949, als Broschüre gedruckt, Lübeck, 1949.